# Lamprolaima
Lamprolaima is een geslacht van vogels uit de familie kolibries (Trochilidae) en de geslachtengroep Lampornithini (juweelkolibries) . Er is één soort:
- Lamprolaima rhami – Smukkolibrie